# Ulysse. Mon nom est personne
Ulysse. Mon nom est Personne (Ulisse. Il mio nome è Nessuno) est une série animée signée par le dessinateur Massimo Rotundo et réalisée par Giuseppe Laganà. Elle est diffusée pour la première fois en 2012 sur la chaîne de télévision italienne Rai 2.
La série est co-produite par The Animation Band et Rai Fiction et comporte 26 épisode de 26 minutes. 

## Prix
- 2012 : Cartoon on the bay in Venice au Festival international du film de Venise[3]